# 툴레 나무

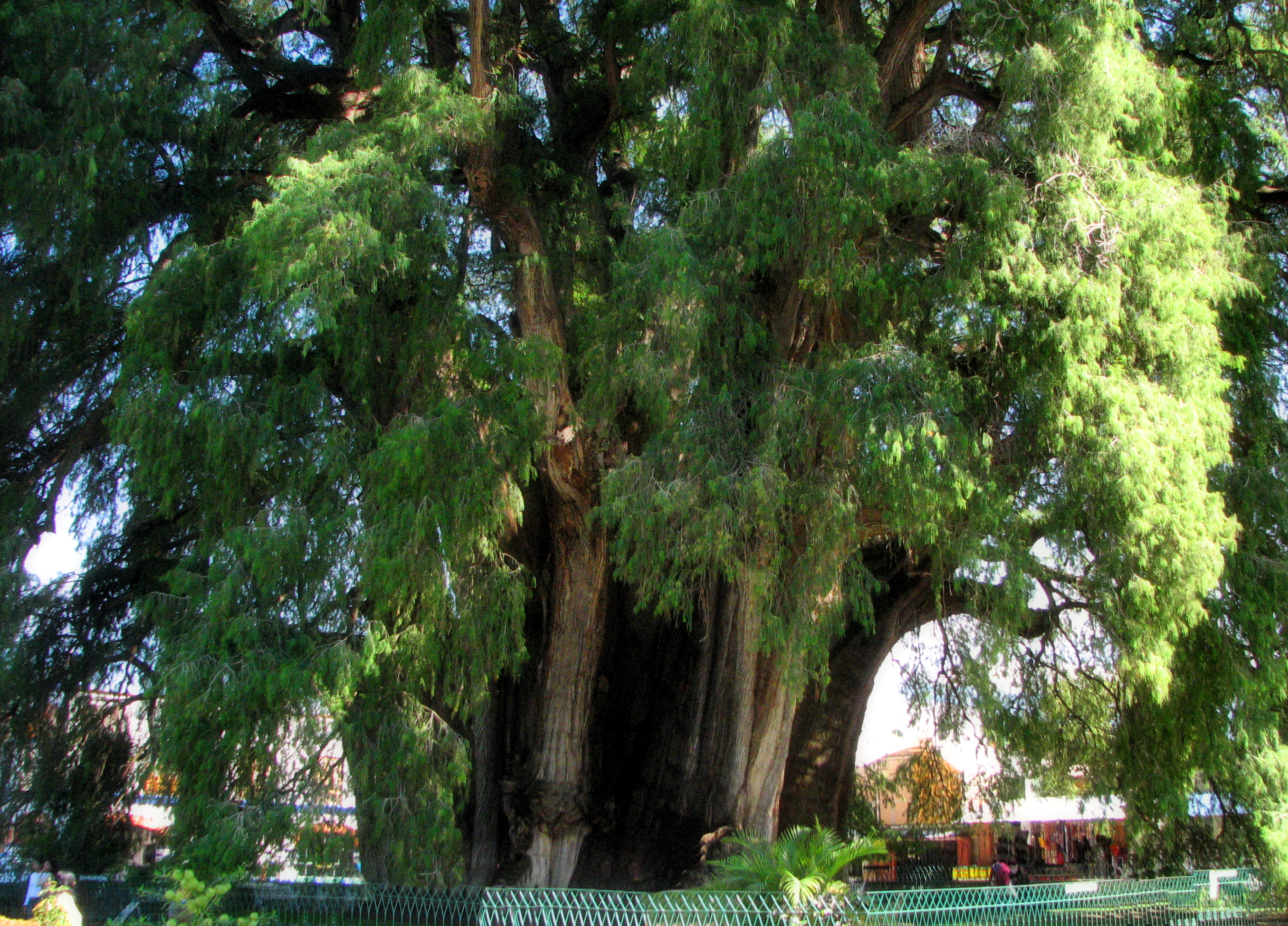
툴레 나무

툴레 나무(스페인어: Árbol del Tule)는 멕시코 남부 오아하카주의 산타마리아델툴레 중심에 위치한 교회 부지 내에 거목이다. 주도 오아하카에서 9km 정도 동쪽, 미트라 유적으로가는 길 옆에 있다.